# Trefassystem

3-fasspänningar. Faserna är inbördes förskjutna 120 grader. Vid varje tidpunkt är summan av spänningarna noll. Faserna betecknas ofta med L1, L2 och L3

Generering av trefasspänningar

Trefassystem är system av tre sinusformade växelspänningar med samma amplitud och som är inbördes fasförskjutna med  2π/3 radianer (120 grader, 360°/3 = 120°). 
I Sverige kan man på förbrukarsidan i det allmänna nätet mäta 400 volt mellan linjeledarna (huvudspänning) och 230 volt mellan linjeledare och neutralledare (fasspänning).

## Historik
Den ryskfödde ingenjören Michail Dolivo-Dobrovolskij skall ha arbetat med tre fasförskjutna växelströmmar redan 1888 och året senare tillverkat en trefasig induktionsmotor. 1959 fastslogs att Dolivo-Dobrovolskij var trefassystemets uppfinnare. Uppfinnaren Jonas Wenström fick svenskt patent år 1890 på trefassystemet. Tvåfassystem (med 90 graders fasförskjutna spänningar) har tidigare haft en viss utbredning i USA men även i Sverige, exempelvis Sandvikens järnverk, men de blev tidigt ersatta av trefassystem.[källa behövs]

## Användning

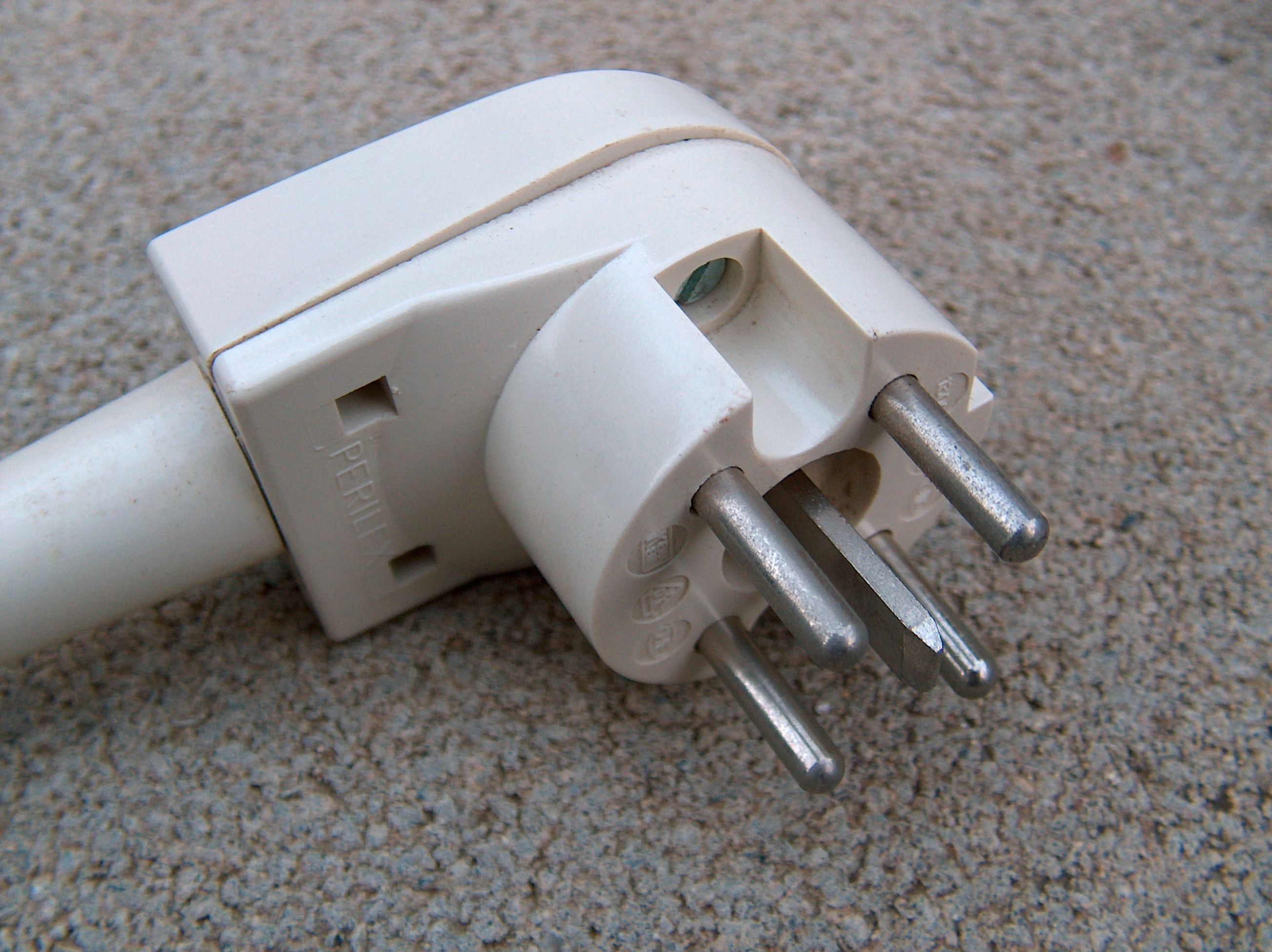
Perilexpropp för 400V-trefasanslutning av spisar.
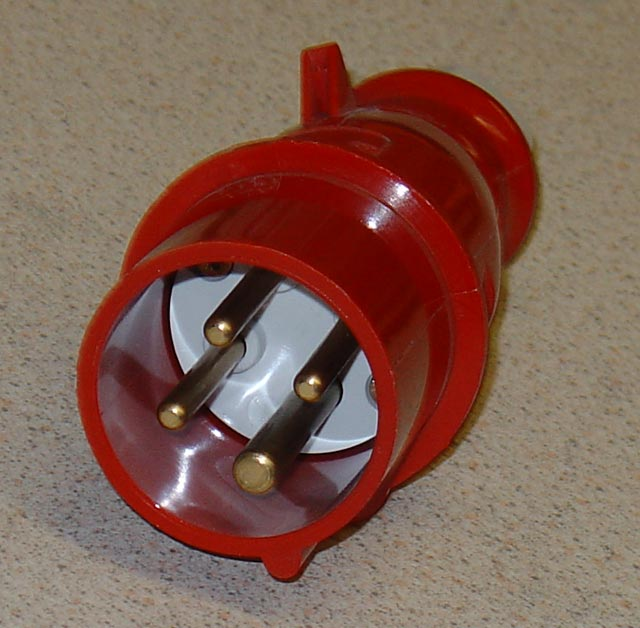
IEC 60309-propp 16A 400V tre faser+jord (fyrledare).
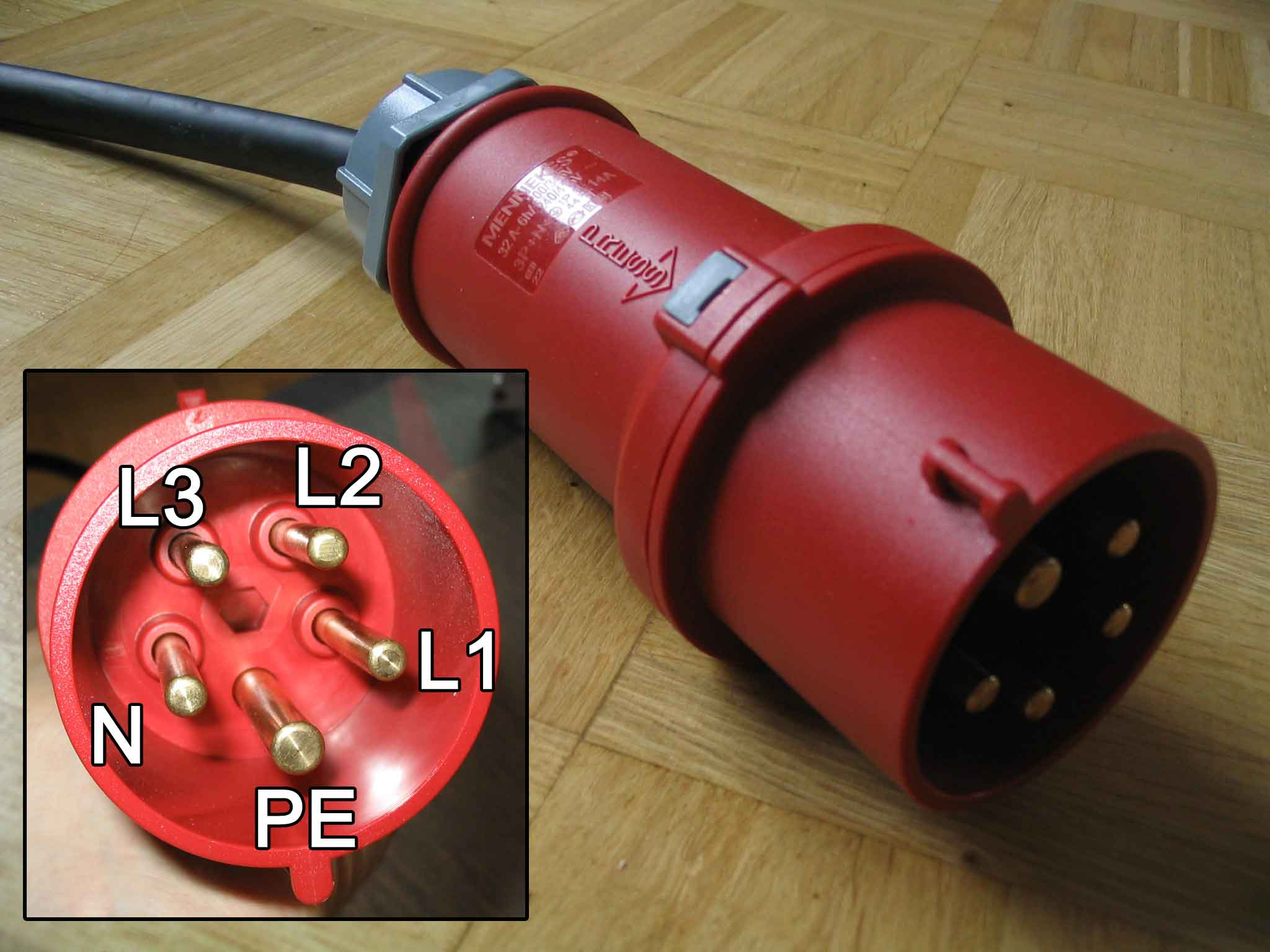
IEC 60309-propp 32A 400V tre faser+noll+jord (femledare).

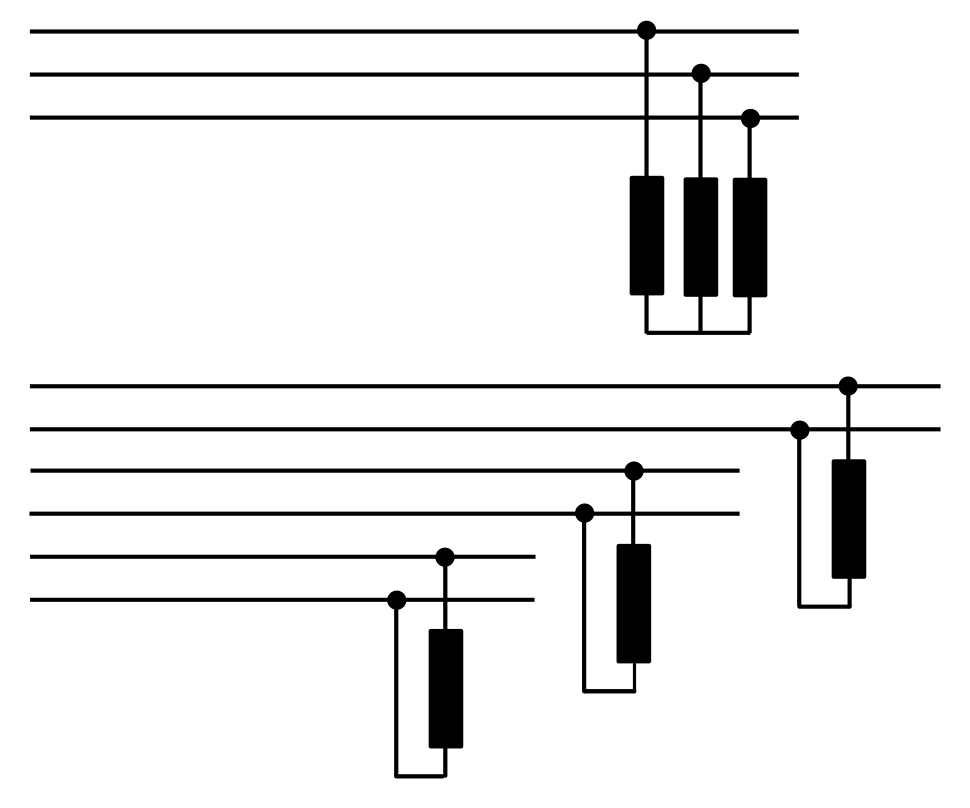
Exempel på hur en trefaskabel kan ersätta tre enfaskablar.

Trefassystem har till stor del ersatt enfassystem för distribution av el fram till fastigheters elcentral. 
Det går att dela upp faserna i ett trefassystem (i Europa 400 Volt-system) och få ut tvåfassystem (400 Volt mellan två faser) eller enfassystem (230 Volt mellan fas och nolla) där det senare är det för hushållen vanligaste systemet. I hushållen kan dock trefasanslutningar förekomma för bland annat spisar, bastuaggregat och tvättmaskiner.  
Trefaskontakter används mestadels till elmotorer och då i första hand inom industrin eller motordrivna pumpar i hushåll med egen brunn, samt till hushållsspisar. Ett vanligt förekommande kontaktdon för trefas till hushållsspisar är numera Perilex. Ett annat problem är äldre platta trefaskontakter av typen SEMKO 17, som har varit vanliga i hem bland annat på landsbygden för anslutning av exempelvis vedklyv och reservaggregat. Dessa är förbjudna sedan 1992 på grund av återkommande olyckor med spänningssatt hölje. De har ersatts av IEC 60309-don, förr även kallad CEE-don eller 309-don. 
En laddbox för elbilar kan mata en till tre faser till en elbils ombordladdare, vilken omvandlar växelströmmen till likström för lagring i batteriet.

### 230 volt-utrustning med 3-fas-kontakt
Utrustning som exempelvis har Perilex-kontakt nyttjar inte alltid 400 volt 3-fas utan det är vanligt att utrustning för 230 volt (exempelvis en spis) använder denna koppling för att dela upp faserna (exempelvis driva en 230 volt platta per fas). Varje 230 volt fas kopplas då in mellan fas och nolla internt i utrustningen, men ett vanligt problem i äldre kök är att nollan inte är inkopplad, vilket leder till att utrustningen i dessa fall kan förstöras.

### Roterande magnetfält
Varje flerfasigt system, kan på grund av fasströmmarnas tidsfördröjning relativt varandra, göra det möjligt att enkelt generera ett magnetiskt fält som varierar med linjefrekvensen. Sådana magnetiska fält gör flerfasiga induktionsmotorer möjliga. När induktionsmotorer måste köras på en enfasig kraftkälla (vanligt förekommande i hushållen) måste motorn tillhandahålla en mekanism för att åstadkomma ett roterande magnetfält, annars kan motorn inte bilda ett vridmoment vid stillastående och kan således ej starta. Fältet från en enkelfasig lindning kan ge energi till en motor som redan roterar men utan någon form av särskild mekanism kan motorn inte accelerera från stillastående.
Ett roterande magnetiskt fält med stabil amplitud, kräver att de tre faserna har lika amplitud och är inbördes förskjutna en tredjedel av varvet. Är detta inte fallet uppstår vibrationer och andra oönskade effekter på motorer och generatorer.

## Grundläggande kopplingar

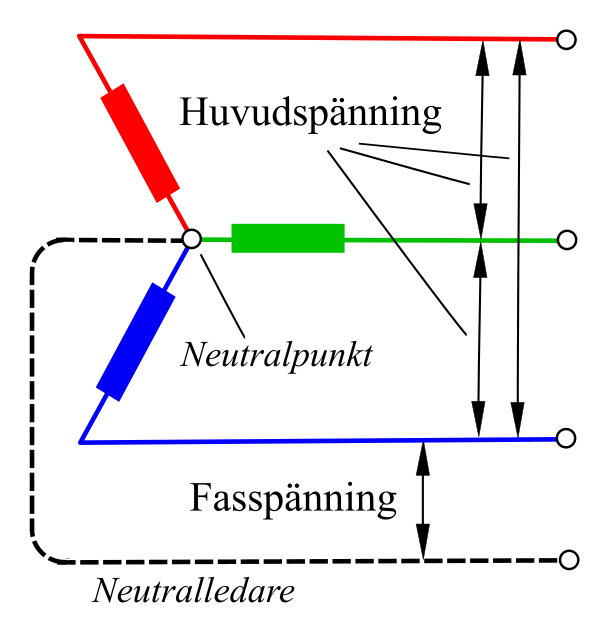
Vid Y-koppling kan en neutralledare förekomma.

### Y-koppling
Tre av ledarnas eller lindningarnas sex uttagsändar är förbundna till en så kallad neutralpunkt (nollpunkt enligt äldre benämning).
Enligt Kirchhoffs första lag är summan av strömmarna i en grenpunkt noll. Neutralpunkten i ett trefassystem är ett exempel på en sådan grenpunkt. Från neutralpunkten går det att ta ut en fjärde ledare, den så kallade neutralledaren (nolledare enligt äldre benämning). Neutralledaren har ett antal viktiga uppgifter, bland annat att begränsa risken för fara vid ett fel. Neutralledaren gör det också möjligt att ansluta belastningar enfasigt i ett trefassystem.
Y-koppling kallas även stjärnkoppling.

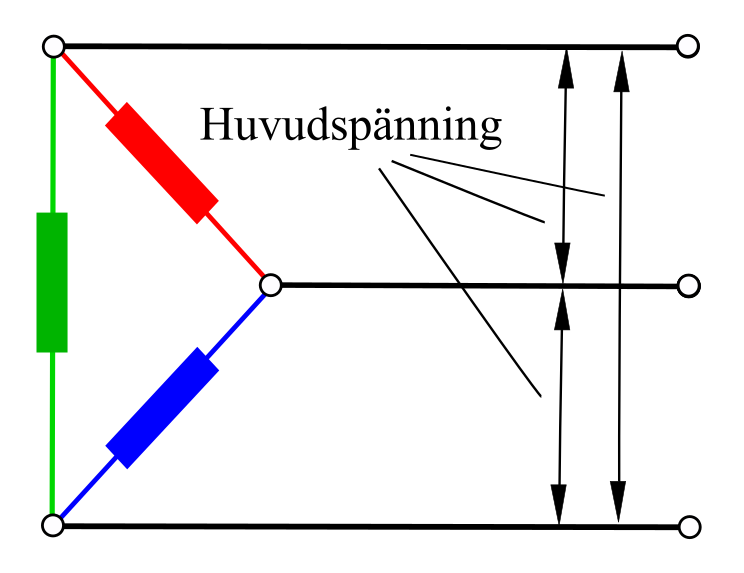
Figur 1. Endast huvudspänningar tillgängliga.

### D-koppling
Vid D-koppling är ledarnas eller lindningarnas alla sex uttagsändar förbundna enligt figur 1. Som förbindningssätt för en spänningskälla är D-kopplingen den mest använda för högspänningar då en fjärde ledare inte behövs i systemet. För större belastningar är kopplingssättet vanligt även vid lågspänning eftersom för samma ström i en belastningssträng används huvudspänning i stället för fasspänning.
D-koppling kallas även triangelkoppling eller deltakoppling (Δ-koppling).

## Linjeströmmar och fasströmmar

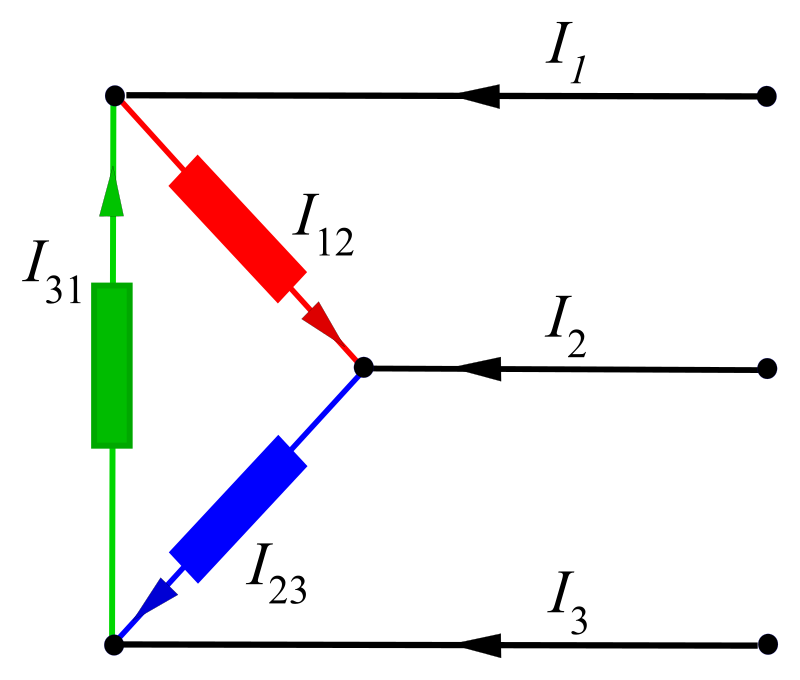
Figur 2. Strömmar i ett trefassystem

Om vi utgår från en D-koppling enligt figur 2, så kallas {\displaystyle \ I_{1},I_{2},I_{3}} för linjeströmmar och 
{\displaystyle \ I_{12},I_{23},I_{31}} kallas fasströmmar. 
Sambanden mellan strömmarna är
{\displaystyle \ I_{1}=I_{12}-I_{31}}
{\displaystyle \ I_{2}=I_{23}-I_{12}}
{\displaystyle \ I_{3}=I_{31}-I_{23}}
Summeras ekvationerna erhålls
{\displaystyle \ I_{1}+I_{2}+I_{3}=0}
Detta samband gäller alltid för treledarsystem oavsett belastningens symmetri.
För en Y-koppling är linjeströmmarna desamma som fasströmmarna.
Om inget annat anges är det linjeströmmen som avses när man talar om trefasström.

## Huvudspänning och fasspänning

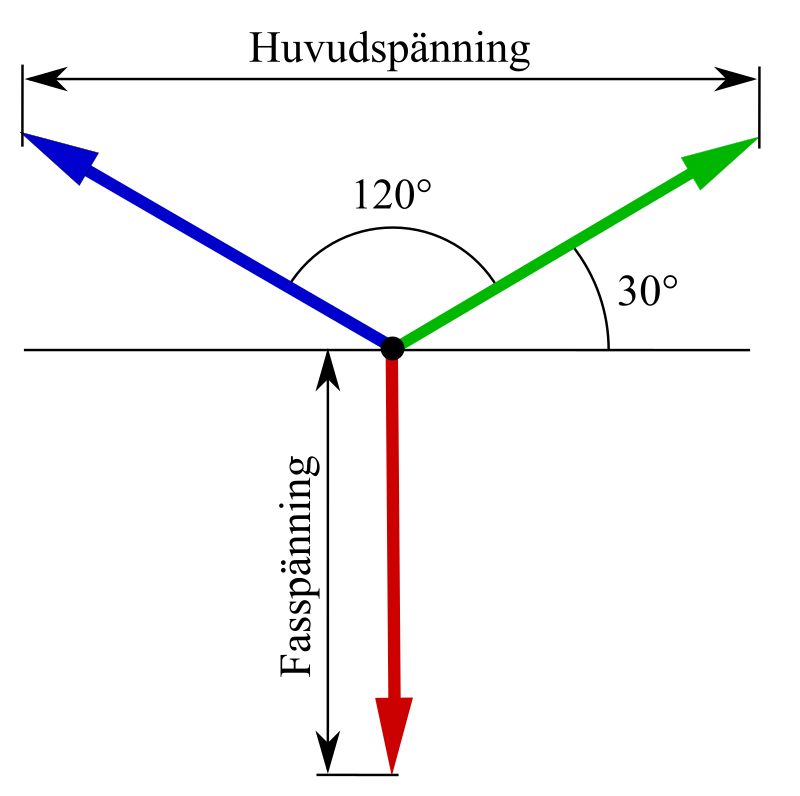
Figur 3. Samband mellan effektivvärden för huvudspänning och fasspänning

Av figur 3 framgår att sambandet mellan effektivvärden för huvudspänning och fasspänning kan skrivas
{\displaystyle \ U_{h}={\sqrt {3}}\cdot U_{f}}
vilket gäller under förutsättning att lasten är symmetrisk.

## Effekt i trefassystem

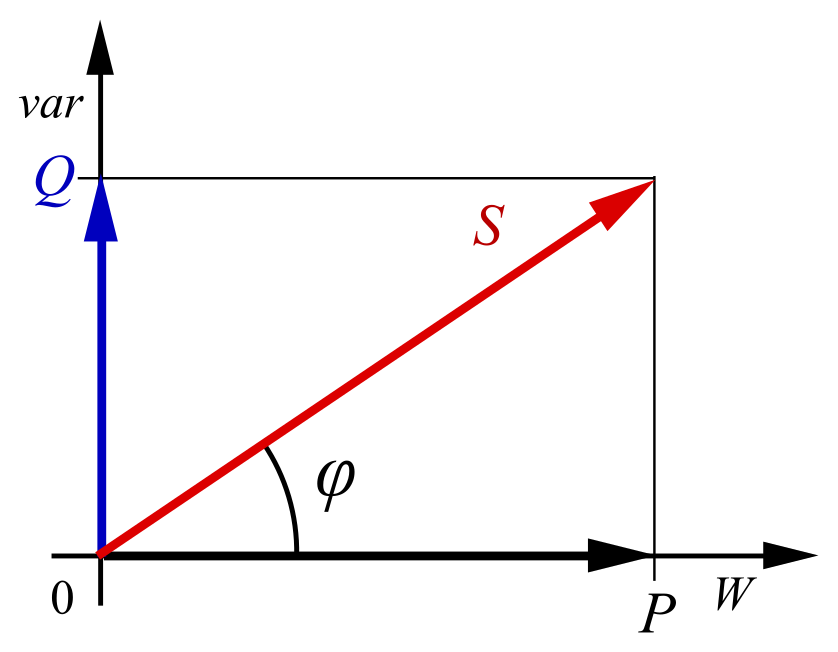
Den skenbara effekten S är sammansatt av den aktiva effekten P och den reaktiva effekten Q.

Trefaseffekt. Summan av effekterna från de tre faserna är konstant.

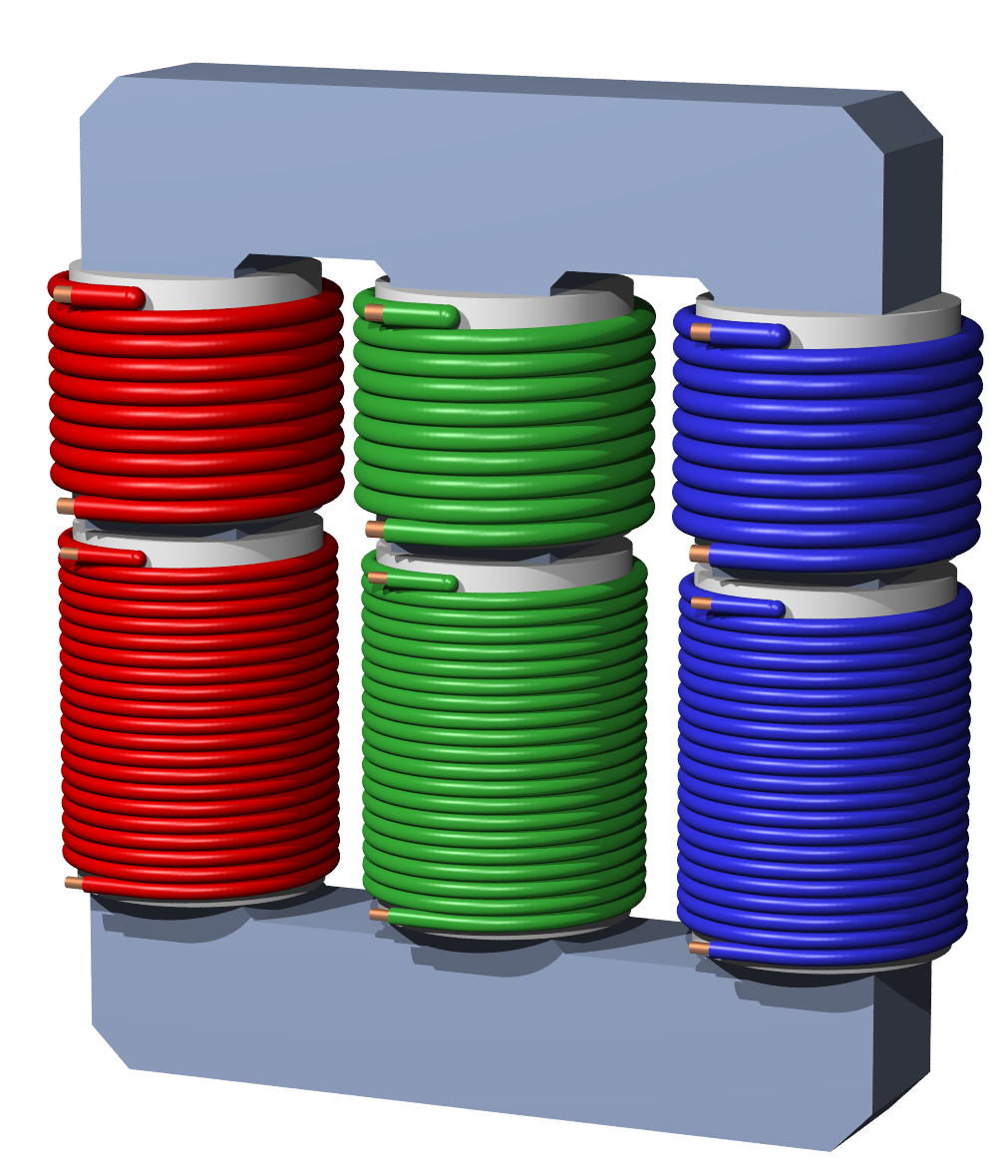
Transformator för trefas. Varje fas har ett eget par av lindningar.

I system med växelspänning förekommer skenbar effekt vilken har enheten voltampere (VA). Den är sammansatt av aktiv och reaktiv effekt enligt visardiagrammet till höger.
För ett symmetriskt belastat trefassystem (alla faserna har samma last) beräknas den skenbara effekten som
{\displaystyle S=3\cdot U_{f}\cdot I_{l}={\sqrt {3}}\cdot U_{h}\cdot I_{l}={\sqrt {P^{2}+Q^{2}}}}
där
{\displaystyle \ U_{h}} = Huvudspänningens effektivvärde (V)
{\displaystyle \ U_{f}} = Fasspänningens effektivvärde (V)
{\displaystyle \ I_{l}} = Linjeströmmens effektivvärde (A)
{\displaystyle \ I_{f}} = Fasströmmens effektivvärde (A)
{\displaystyle \ P} = Aktiv effekt (W)
{\displaystyle \ Q} = Reaktiv effekt (var)
Den aktiva respektive reaktiva effekten beräknas som
{\displaystyle P={\sqrt {3}}\cdot U_{h}\cdot I_{l}\cdot \cos \varphi }
{\displaystyle Q={\sqrt {3}}\cdot U_{h}\cdot I_{l}\cdot \sin \varphi }
där
{\displaystyle \varphi } = fasskillnaden mellan ström och spänning
Den sammanlagda effekten från de tre faserna i ett trefassystem är konstant (vid symmetrisk belastning av de tre faserna) vilket innebär att när effekt dras från ett trefassystem fås alltid samma totala effektuttag, oberoende av var i en period spänningar och strömmar befinner sig vid tillfället. Detta gör att elmotorer får en jämnare gång.

## Olika belastning av faserna
I det allmänna fallet har inte alla tre faserna samma belastning. Trefasiga elektriska kraftsystem är dock i allmänhet så utnyttjade och uppbyggda att matningsspänningarna i olika belastningspunkter håller sig tämligen konstanta under normala driftsförhållanden. Förklaringen är bland annat att spänningsreglering äger rum. Näten är även utan spänningsstyrning ganska styva vilket innebär att de har små inre spänningsförluster fram till belastningspunkterna. Man kan därför anse att matningsspänningarna i de olika belastningspunkterna bildar en symmetrisk styv (konstant) trefasspänning. Däremot är det vanligt att anslutna belastningar inte är symmetriska varvid vi talar om snedbelastning.

## Transformationerna Y till Δ och Δ till Y
Omvandlingarna används för att åstadkomma ekvivalens för nätverk med tre terminaler. För ekvivalens, måste impedansen mellan två terminaler vara densamma för båda nätverken. 

### Transformation från Δ-last till Y-last för en trefaskrets
{\displaystyle {\begin{aligned}Z_{1}&={\frac {Z_{b}Z_{c}}{Z_{a}+Z_{b}+Z_{c}}}\\Z_{2}&={\frac {Z_{a}Z_{c}}{Z_{a}+Z_{b}+Z_{c}}}\\Z_{3}&={\frac {Z_{a}Z_{b}}{Z_{a}+Z_{b}+Z_{c}}}\end{aligned}}}

Δ-last till Y-last.

Ekvationerna gäller för både komplexa och reella impedanser.

### Transformation från Y-last till Δ-last för en trefaskrets
{\displaystyle {\begin{aligned}Z_{a}&={\frac {Z_{1}Z_{2}+Z_{2}Z_{3}+Z_{3}Z_{1}}{Z_{1}}}\\Z_{b}&={\frac {Z_{1}Z_{2}+Z_{2}Z_{3}+Z_{3}Z_{1}}{Z_{2}}}\\Z_{c}&={\frac {Z_{1}Z_{2}+Z_{2}Z_{3}+Z_{3}Z_{1}}{Z_{3}}}\end{aligned}}}

Y-last till Δ-last.

Ekvationerna gäller för både komplexa och reella impedanser.